# Hugh Thomas
Hugh Thomas, Baron Thomas of Swynnerton, född 21 oktober 1931 i Windsor, död 7 maj 2017 i London, var en brittisk historiker.
Hans bok Spanska inbördeskriget från 1961 fick priset Somerset Maugham Prize. Boken Cuba, or the Pursuit of Freedom från 1971 är en bok med över 1500 sidor som skildrar Kubas historia från tiden då Kuba var en spansk koloni fram till Castrorevolutionen.
Från 1966 till 1975 var han professor i historia vid Readings universitet i staden Reading, England. Thomas var även direktör för organisationen Centre for Policy Studies i London från 1979 till 1991 som en bundsförvant av premiärministern Margaret Thatcher. Han blev life peer år 1981.
Hugh Thomas skrev, förutom historiska skrifter, även politiska verk.

## Skrifter
- Spanska inbördeskriget (1961)
- Cuba or the Pursuit of Freedom (1971)
- Europe: the Radical Challenge (1973)
- A History of the World (1979)
- Armed Truce (1986)
- Ever Closer Union (1991)
- Conquest: Montezuma, Cortés and the Fall of Old Mexico (1994)
- World History, The Story of Mankind from Prehistory to the Present (1996)
- Slave Trade (1997)